# Косуге

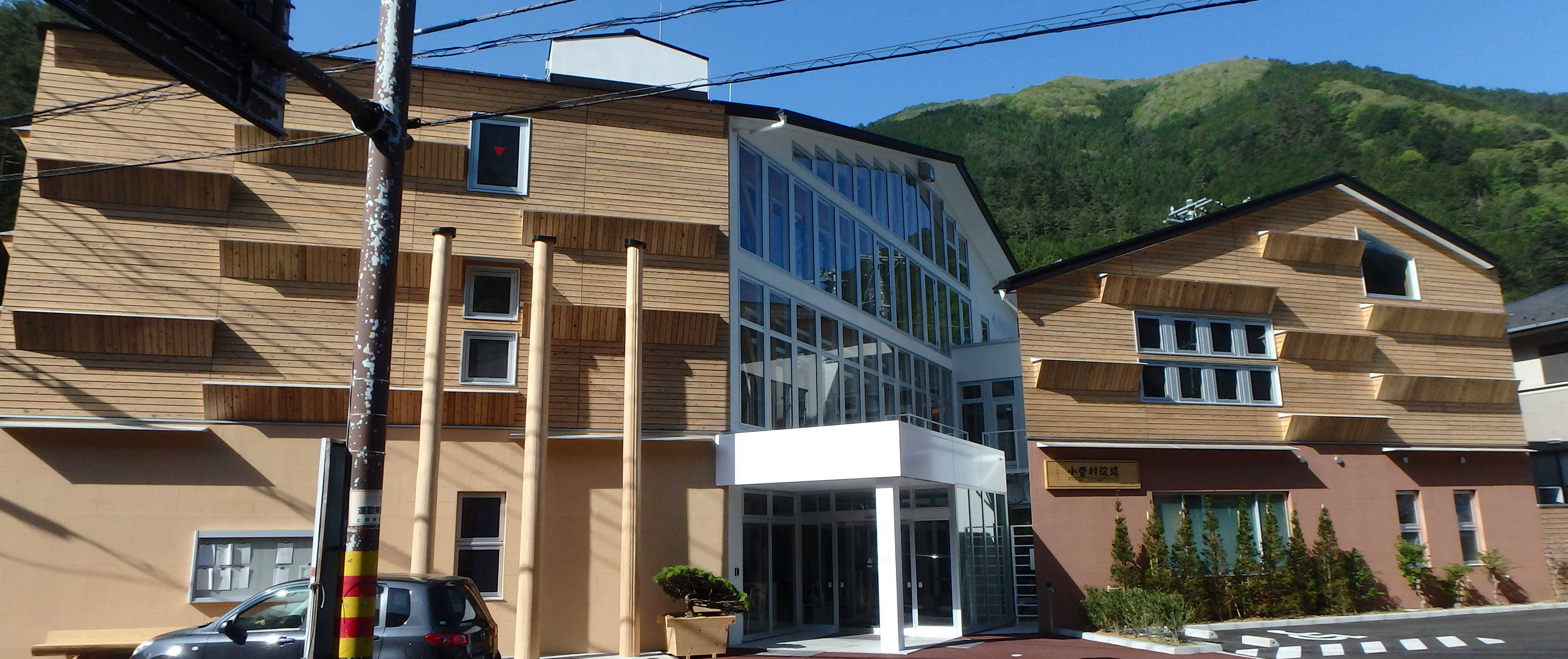
Мэрия села Косуге

Косуге (яп. 小菅村 Косугэ-мура) — село в Японии, находящееся в уезде Китацуру префектуры Яманаси. Площадь села составляет 52,65 км², население — 706 человек (1 августа 2014), плотность населения — 13,41 чел./км².

## Географическое положение
Село расположено на острове Хонсю в префектуре Яманаси региона Тюбу. С ним граничат города Уэнохара, Оцуки, Косю, посёлок Окутама и село Табаяма.

## Население
Население села составляет 706 человек (1 августа 2014), а плотность — 13,41 чел./км². Изменение численности населения с 1980 по 2005 годы:
| 1980 | 1284 чел. |  |
| 1985 | 1227 чел. |  |
| 1990 | 1177 чел. |  |
| 1995 | 1123 чел. |  |
| 2000 | 1084 чел. |  |
| 2005 | 1018 чел. |  |